# جالنده
جالنده، روستایی از توابع بخش مرکزی شهرستان نیشابور در استان خراسان رضوی ایران است.

## جمعیت
این روستا در دهستان دربقاضی قرار دارد و براساس سرشماری مرکز آمار ایران در سال ۱۳۸۵، جمعیت آن ۶۱ نفر (۱۶خانوار) بوده‌است.